# Volley Segrate 1978
Il Volley Segrate 1978 è una società pallavolistica maschile e femminile italiana: nella stagione 2016/2017 la prima squadra maschile milita nel campionato di Serie B, la prima squadra femminile in quello di Serie D.

## Storia
La società Volley Segrate 1978 nasce dalla fusione tra la Pallavolo Segratese ed il Volley Melegnano, avvenuta nella stagione 2006-07. Il massimo risultato ottenuto è la promozione in Serie A2, ottenuta nella stagione 2010-11: il sesto posto finale in regular season permette alla squadra lombarda di affrontare la Pallavolo Genova nei quarti di finale dei play-off per la promozione in Serie A1, ma a superare il turno sono i genovesi, che grazie al miglior piazzamento in regular season vincono la serie per 3-2, nonostante due vittorie per parte.
Nella stagione successiva la squadra conferma i risultati dell'anno precedente, chiudendo sesta la stagione regolare e qualificandosi per i play-off promozione. Questa volta i quarti di finale vengono superati ai danni dell'Argos, eliminata in tre partite. Il cammino si conclude in semifinale, con la sconfitta in quattro incontri ad opera della New Mater Volley di Castellana Grotte. La società segratese giunge seconda nella Coppa Italia di Serie A2, eliminando Pallavolo Loreto e Pallavolo Molfetta ma venendo sconfitta in finale per 3-1, ancora dalla New Mater Volley.
A partire dalla stagione 2012-13 il Volley Segrate 1978 rinuncia alla Serie A2 per motivi economici, iscrivendo la prima squadra al campionato di B2 e ottenendo subito la promozione alla categoria superiore.
La società, a livello giovanile, vanta una boy league under 14, uno scudetto Under-15, uno scudetto Under 18 e uno scudetto Under 19.

## Rosa 2014-2015
| N° | Nome                  | Ruolo | Data di nascita  | Nazionalità sportiva |
| -- | --------------------- | ----- | ---------------- | -------------------- |
| 1  | Riccardo Boccadoro    | S/O   | 31 agosto 1995   | Italia               |
| 2  | Alessandro Piccinelli | L     | 30 gennaio 1997  | Italia               |
| 3  | Mauro Sacripanti      | S     | 15 maggio 1998   | Italia               |
| 4  | Jacopo Fantini        | S     | 23 aprile 1998   | Italia               |
| 5  | Edoardo Dabbeni       | L     | 6 maggio 1995    | Italia               |
| 6  | Riccardo Sbertoli     | P     | 23 maggio 1998   | Italia               |
| 7  | Nicolò Colella        | S     | 21 luglio 1996   | Italia               |
| 8  | Matteo Zuin           | P     | 16 luglio 1994   | Italia               |
| 9  | Luca Bigarelli        | S/O   | 28 dicembre 1991 | Italia               |
| 10 | Gianluca Piccinini    | C     | 11 aprile 1990   | Italia               |
| 11 | Matteo Milani         | C     | 5 aprile 1994    | Italia               |
| 13 | Edoardo Pizzileo      | S     | 7 febbraio 1994  | Italia               |
| 14 | Andrea Croci          | C     | 31 agosto 1995   | Italia               |
| 15 | Andrea Galaverna      | S     | 18 febbraio 1994 | Italia               |
| 18 | Mario Gritti          | C     | 16 gennaio 1998  | Italia               |